# Francisco Agustín Silvela y Blanco
Francisco Agustín Silvela y Blanco (Valladolid, 28 d'agost de 1803 - Madrid, 20 de setembre de 1857) fou un advocat, polític i magistrat espanyol, ministre durant la minoria d'edat d'Isabel II d'Espanya.

## Biografia
Va néixer i va ser batejat a Valladolid, Parròquia de Santiago, el 28 d'agost de 1803. Era fill de l'escriptor i magistrat Manuel Silvela y García de Aragón. En 1825 va aconseguir el grau de batxiller en Arts per la Reial Acadèmia de Bordeus i en 1833 la Llicenciatura en Lleis per la Universitat de París. Va ser membre de la Societat d'Estadística Universal de la mateixa capital, individu de la Reial Acadèmia de Ciències i d'altres entitats il·lustres de Bordeus, catedràtic d'Humanitats, d'Història antiga i moderna i de Llengua Grega en diversos establiments pedagògics i Acadèmic d'Honor de la Reial de Matemàtiques i Nobles Arts de la Puríssima Concepció de Valladolid.
Manuel Silvela, pare de Francisco Agustín, havia acceptat el càrrec d'alcalde del govern invasor durant l'ocupació francesa i, encara que el va utilitzar per salvar les vides de milers de compatriotes, fou considerat "afrancesat" i es va veure obligat a emigrar per salvar la seva vida. Així, Francisco Agustín va acompanyar als seus pares a l'exili a França.
Es va casar a l'església de Sant Severin de Bordeus el 30 de juny de 1827 amb María Antonieta Luisa de Le Vielleuze y Sotés, filla del Coronel del Regiment d'Astúries Luis de Le Vielleuze, d'ascendència belga.
Després de la mort del seu pare, Francisco Agustín va tornar a Espanya amb tota la seva família, on va ocupar càrrecs importants en l'Administració de l'època. En 1843 el duc de Bailén (tutor d'Isabel II) rl va nomenar Intendent de la Reial Casa i Patrimoni, i amb motiu de la declaració de la majoria d'edat de la Sobirana, va ser nomenat Gentilhome de Cambra amb Exercici.
Va morir a Madrid el 20 de setembre de 1857 i va ser enterrat en el cementiri de la Sacramental de San Isidro de Madrid.

## Carrera política
En l'exili francès va comptar amb molt general simpatia entre els emigrats espanyols de tots els colors, principalment de Francisco Javier de Burgos y del Olmo, refugiat a França com Silvela - en el col·legi del qual es van educar els fills de Burgos - i que, en morir Ferran VII en 1833, va ser Secretari del despatx i de Foment amb la reina Governadora, Maria Cristina de Borbó-Dues Sicílies.
Al desembre de 1833, Francisco Agustín Silvela va ser nomenat Secretari de la Subdelegació de Foment a la província de Pontevedra, permutant als pocs dies aquesta destinació amb el de Secretari de Foment en Àvila, punt d'arrencada de la seva carrera administrativa, en la qual aconseguia tres anys després el Govern Civil de Castelló de la Plana, càrrec del qual es va retirar deixant generosament a la Casa d'Expòsits tot l'aixovar de la seva. Un any després va ser nomenat Cap Polític de València i La Corunya.
Va passar després al Govern Civil de Lleida, i més endavant a la plantilla del Ministeri de la Governació com a Vocal de la Junta Consultiva i Cap de Secció del Ministeri.
La revolta política d'aquella època li va designar el 5 de desembre de 1838 per a Ministre de la Governació d'un gabinet efímer i, després de la revolució de 1840, ho va anar algun temps de Gracia i Justícia amb don Valentín Ferraz com a President, sent la seva gestió en aquest ministeri tan rellevant que les Corts van acordar la impressió de tots els projectes deguts a la seva iniciativa.
Entre 1837 i 1847 va ser triat diverses vegades Diputat per Àvila, arribant a ser nomenat Vicepresident del Congrés dels Diputats. En 1847 va ser nomenat Senador Vitalici.

## Carrera jurídica
Dins de l'àmbit estrictament jurídic, Silvela es va rebre com a advocat dels Tribunals del Regne d'Espanya en 1835 ingressant en l'Il·lustre Col·legi d'Advocats de Madrid tres anys després. En 1839 va ser nomenat Magistrat de l'Audiència de La Corunya i en 1841 Magistrat de la de Valladolid, ascendint en 1843 a Magistrat del Tribunal Suprem i President de la Sala d'Índies en 1853. En 1850 va ser nomenat president de la Junta de Govern del Montepío de Jutges de Primera Instància.

## Família
Francisco Agustín Silvela i Mª Antonieta de le Vielleuze van tenir quatre fills anomenats Manuel, Victoria, Luis i Francisco.D'ells, els tres homes van aconseguir alts càrrecs al Govern i l'Administració de la seva època.

## Obres
- "Una cuestión de Derecho", París 1829
- "Consideraciones sobre la necesidad de conservar la pena capital en los Códigos y de aplicarla en su caso", Madrid 1835
- "Proyecto de Ley electoral", Lérida 1836
- "Proposición de ley de la jurisdicción, atribuciones, organización y modo de proceder el Senado como Tribunal de Justicia" Madrid 1847
- "Colección de proyectos, dictámenes, leyes orgánicas o Estudios prácticos de administración", Madrid 1839